# Selommes
Selommes és un municipi francès, situat al departament del Loir i Cher i a la regió de Centre – Vall del Loira. L'any 2007 tenia 858 habitants.

## Demografia

### Població
El 2007 la població de fet de Selommes era de 858 persones. Hi havia 306 famílies, de les quals 60 eren unipersonals (24 homes vivint sols i 36 dones vivint soles), 101 parelles sense fills, 125 parelles amb fills i 20 famílies monoparentals amb fills.
La població ha evolucionat segons el següent gràfic:
Habitants censats

### Habitatges
El 2007 hi havia 355 habitatges, 314 eren l'habitatge principal de la família, 22 eren segones residències i 19 estaven desocupats. 339 eren cases i 15 eren apartaments. Dels 314 habitatges principals, 233 estaven ocupats pels seus propietaris, 73 estaven llogats i ocupats pels llogaters i 8 estaven cedits a títol gratuït; 1 tenia una cambra, 11 en tenien dues, 50 en tenien tres, 95 en tenien quatre i 156 en tenien cinc o més. 237 habitatges disposaven pel capbaix d'una plaça de pàrquing. A 127 habitatges hi havia un automòbil i a 163 n'hi havia dos o més.

### Piràmide de població
La piràmide de població per edats i sexe el 2009 era:
| Homes | Edats   | Dones |
| ----- | ------- | ----- |
| 4     | 95 o +  | 16    |
| 8     | 90 a 94 | 12    |
| 16    | 85 a 89 | 32    |
| 0     | 80 a 84 | 4     |
| 12    | 75 a 79 | 8     |
| 20    | 70 a 74 | 36    |
| 8     | 65 a 69 | 12    |
| 12    | 60 a 64 | 8     |
| 8     | 55 a 59 | 12    |
| 28    | 50 a 54 | 16    |
| 20    | 45 a 49 | 20    |
| 28    | 40 a 44 | 32    |
| 44    | 35 a 39 | 36    |
| 20    | 30 a 34 | 32    |
| 20    | 25 a 29 | 8     |
| 20    | 20 a 24 | 16    |
| 16    | 15 a 19 | 24    |
| 40    | 10 a 14 | 12    |
| 28    | 5 a 9   | 28    |
| 20    | 0 a 4   | 4     |

## Economia
El 2007 la població en edat de treballar era de 493 persones, 387 eren actives i 106 eren inactives. De les 387 persones actives 347 estaven ocupades (186 homes i 161 dones) i 39 estaven aturades (22 homes i 17 dones). De les 106 persones inactives 37 estaven jubilades, 30 estaven estudiant i 39 estaven classificades com a «altres inactius».

### Ingressos
El 2009 a Selommes hi havia 309 unitats fiscals que integraven 785 persones, la mediana anual d'ingressos fiscals per persona era de 17.678 €.

### Activitats econòmiques
Dels 38 establiments que hi havia el 2007, 1 era d'una empresa extractiva, 1 d'una empresa alimentària, 2 d'empreses de fabricació d'altres productes industrials, 7 d'empreses de construcció, 7 d'empreses de comerç i reparació d'automòbils, 2 d'empreses de transport, 2 d'empreses d'hostatgeria i restauració, 3 d'empreses financeres, 2 d'empreses de serveis, 8 d'entitats de l'administració pública i 3 d'empreses classificades com a «altres activitats de serveis».
Dels 13 establiments de servei als particulars que hi havia el 2009, 1 era una oficina d'administració d'Hisenda pública, 1 gendarmeria, 1 oficina de correu, 1 una oficina bancària, 3 guixaires pintors, 3 lampisteries, 1 electricista, 1 perruqueria i 1 restaurant.
Dels 2 establiments comercials que hi havia el 2009, 1 era una botiga de més de 120 m² i 1 una botiga de menys de 120 m².
L'any 2000 a Selommes hi havia 29 explotacions agrícoles que ocupaven un total de 2.266 hectàrees.

## Equipaments sanitaris i escolars
L'únic equipament sanitari que hi havia el 2009 era una farmàcia.
El 2009 hi havia 1 escola maternal i 1 escola elemental.

## Poblacions més properes
El següent diagrama mostra les poblacions més properes.